# Черниговская губерния
Черниговская губерния — губерния Российской империи, располагавшаяся на левобережье Днепра. Образована в 1802 году в результате раздела Малороссийской губернии на Черниговскую и Полтавскую. Была расположена между 50°15' и 53°19' с. ш. и 30°24' и 34°26' в. д.
Площадь Черниговской губернии — 52 396 км², население — 2 297 854 чел. (по переписи 1897 года).
26 апреля 1919 года (решение утверждено постановлением НКВД от 11 июля 1919 г.)  четыре северных уезда составили Гомельскую губернию РСФСР, а в 1926 году перешли в состав Брянской губернии, Западной области, Орловской области, ныне входят в Брянскую область России.
В 1925 году Черниговская губерния была ликвидирована, а её территория была разделена между Глуховским, Конотопским, Нежинским и Черниговским округами Украинской ССР. В 1932 году на основной части территории бывшей Черниговской губернии образована Черниговская область, часть районов с 1939 года входят в Сумскую область. Перед ней было Черниговское княжество, а потом Черниговская область (во времена СССР и нынешней Украины).

## Административное деление

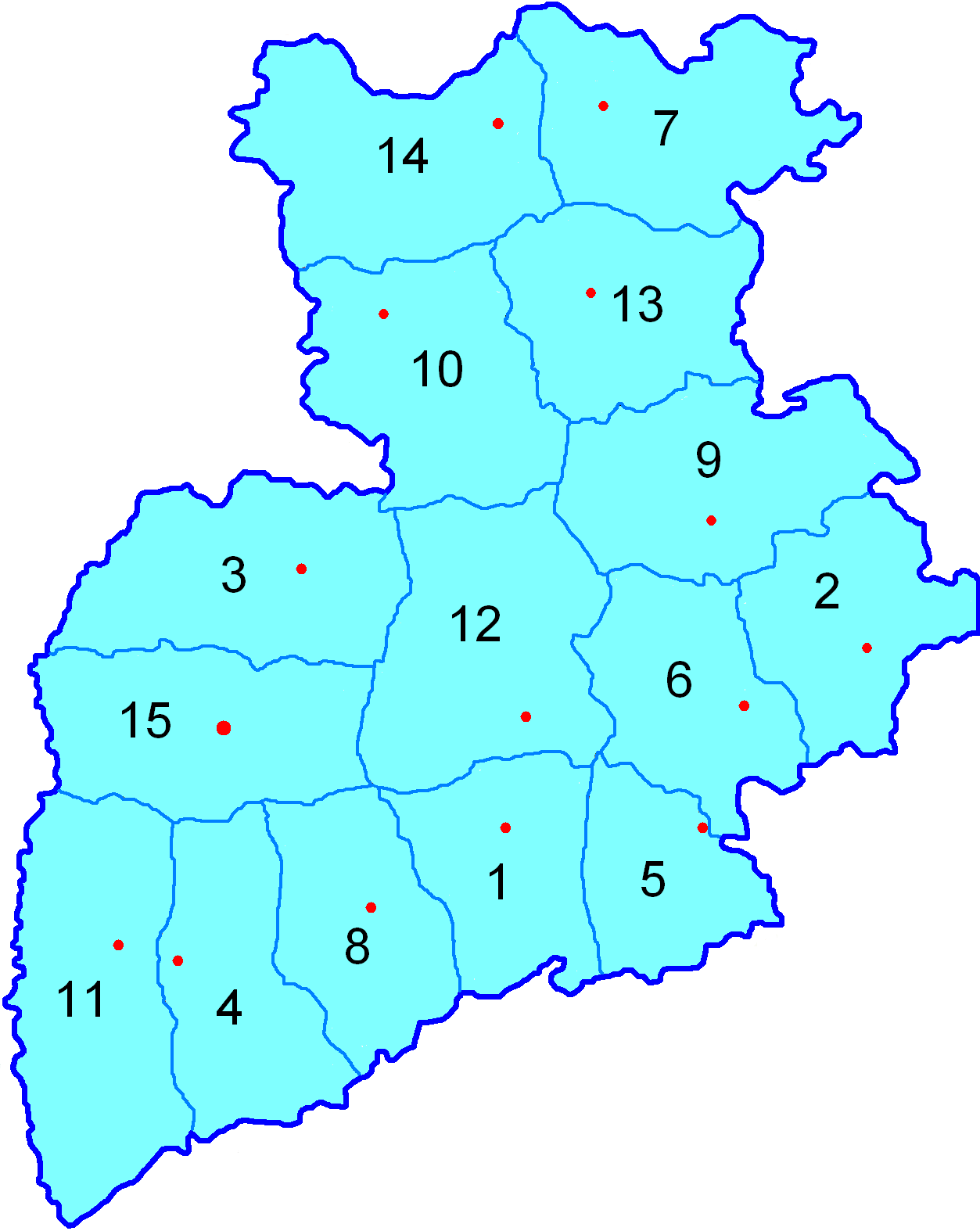
Административное деление Черниговской губернии

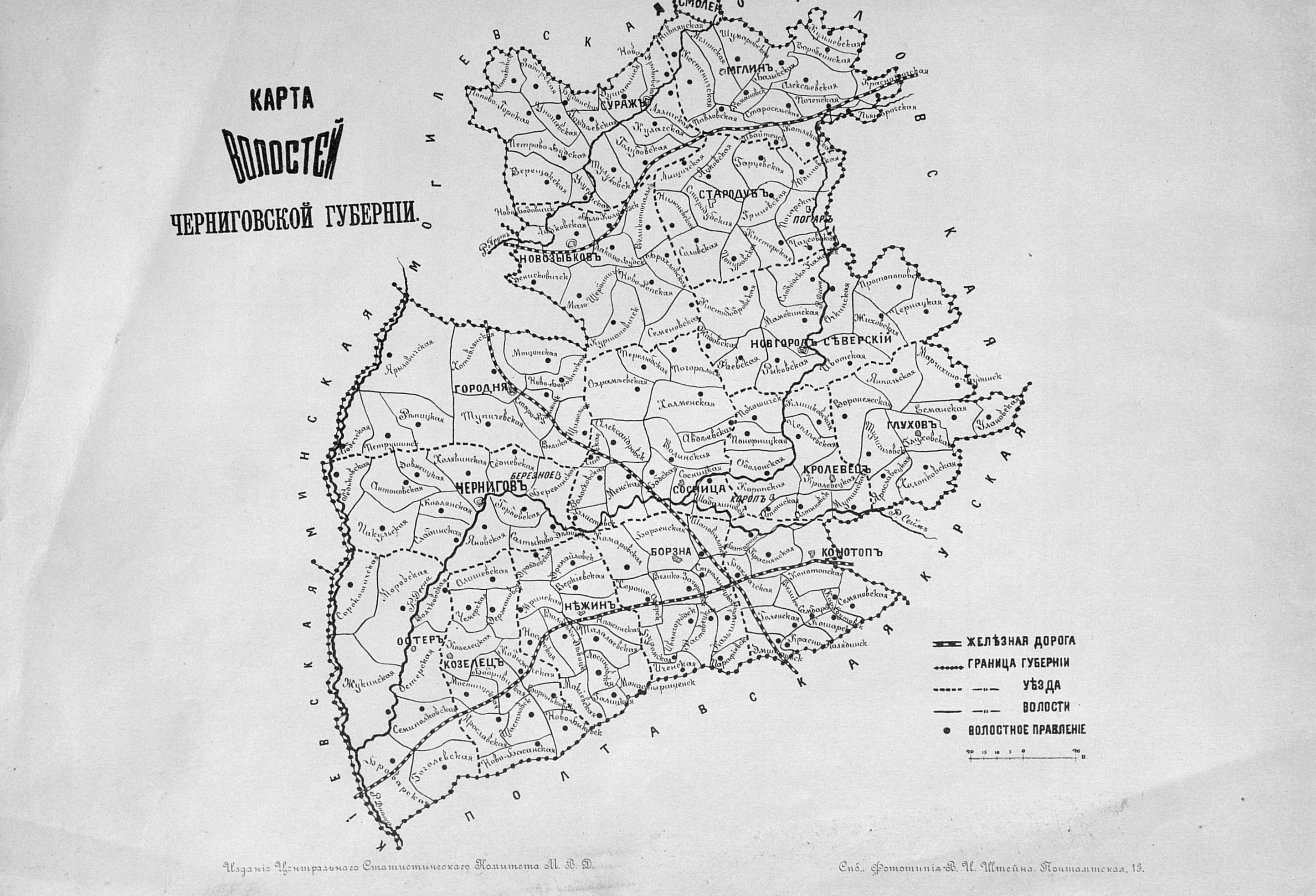
Волости Черниговской губернии

| №  | Уезд               | Уездный город                   | Герб уездного города | Площадь, кв. вёрст | Население (1897), тыс.чел. |
| -- | ------------------ | ------------------------------- | -------------------- | ------------------ | -------------------------- |
| 1  | Борзнянский        | Борзна (12 526 чел.)            |                      | 2589,0             | 146,777                    |
| 2  | Глуховский         | Глухов (14 828 чел.)            |                      | 2716,6             | 142,366                    |
| 3  | Городнянский       | Городня (4 310 чел.)            |                      | 3528,0             | 154,819                    |
| 4  | Козелецкий         | Козелец (5 141 чел.)            |                      | 2787,0             | 137,334                    |
| 5  | Конотопский        | Конотоп (18 770 чел.)           |                      | 2118,0             | 157,259                    |
| 6  | Кролевецкий        | Кролевец (10 384 чел.)          |                      | 2366,7             | 132,172                    |
| 7  | Мглинский          | Мглин (7 640 чел.)              |                      | 3319,5             | 140,820                    |
| 8  | Нежинский          | Нежин (32 113 чел.)             |                      | 2510,5             | 168,984                    |
| 9  | Новгород-Северский | Новгород-Северский (9 182 чел.) |                      | 3417,3             | 151,180                    |
| 10 | Новозыбковский     | Новозыбков (15 362 чел.)        |                      | 3354,9             | 193,357                    |
| 11 | Остерский          | Остер (5 370 чел.)              |                      | 3991,4             | 153,179                    |
| 12 | Сосницкий          | Сосница (7 087 чел.)            |                      | 3775,9             | 171,106                    |
| 13 | Стародубский       | Стародуб (12 381 чел.)          |                      | 3006,0             | 147,668                    |
| 14 | Суражский          | Сураж (4 006 чел.)              |                      | 3559,3             | 188,596                    |
| 15 | Черниговский       | Чернигов (27 716 чел.)          |                      | 3226,7             | 161,695                    |

### Заштатные города
| № | Город       | Население (1897) | Входит в            | Герб |
| - | ----------- | ---------------- | ------------------- | ---- |
| 1 | Березна     | 9922 чел.        | Черниговский уезд   |      |
| 2 | Короп       | 6262 чел.        | Кролевецкий уезд    |      |
| 3 | Новое Место | 4652 чел.        | Новозыбковский уезд |      |
| 4 | Погар       | 4361 чел.        | Стародубский уезд   |      |

## Население
Национальный состав в 1897 году:
| Уезд               | малороссы | великоросы | белорусы | евреи | немцы |
| ------------------ | --------- | ---------- | -------- | ----- | ----- |
| Губерния в целом   | 66,4 %    | 21,6 %     | 6,6 %    | 5,0 % | …     |
| Борзнянский        | 93,8 %    | …          | …        | 2,5 % | 3,0 % |
| Глуховский         | 91,6 %    | 4,2 %      | …        | 3,9 % | …     |
| Городнянский       | 86,8 %    | 7,8 %      | …        | 4,6 % | …     |
| Козелецкий         | 95,2 %    | …          | …        | 3,5 % | …     |
| Конотопский        | 90,9 %    | 3,4 %      | …        | 4,9 % | …     |
| Кролевецкий        | 96,3 %    | …          | …        | 3,0 % | …     |
| Мглинский          | …         | 78,2 %     | 14,2 %   | 7,3 % | …     |
| Нежинский          | 91,8 %    | 1,9 %      | …        | 5,9 % | …     |
| Новгород-Северский | 91,1 %    | 4,3 %      | …        | 4,4 % | …     |
| Новозыбковский     | …         | 94,2 %     | …        | 5,4 % | …     |
| Остерский          | 92,5 %    | 2,8 %      | …        | 4,2 % | …     |
| Сосницкий          | 94,2 %    | 1,0 %      | …        | 4,5 % | …     |
| Стародубский       | …         | 92,9 %     | …        | 6,8 % | …     |
| Суражский          | …         | 24,9 %     | 69,4 %   | 5,3 % | …     |
| Черниговский       | 86,1 %    | 5,6 %      | …        | 7,6 % | …     |

### Дворянские роды
Иваненки, Карабчевские, Кандыба, Керн, Козакевичи, Вишневские, Рашевские, Травины, Яжборовские-Юрьевы, Янжулы, Янковские, Лагоды, Хоменко, Немирович-Данченко, Марченко, Снежковы,  Коробко, Бобыри 

## Руководство губернии

### Губернаторы
| Ф. И. О.                            | Титул, чин, звание | Время замещения должности |
| ----------------------------------- | --- | ------------------------- |
| Френсдорф Иван Васильевич           | барон, действительный статский советник | 27.02.1802—13.07.1813     |
| Бутович Алексей Петрович            | статский советник (действительный статский советник) | 13.07.1813—24.05.1818     |
| Фролов-Багреев Александр Алексеевич | действительный статский советник | 24.05.1818—1824           |
| Могилевский Павел Иванович          | действительный статский советник | 27.06.1824—05.06.1828     |
| Жуков Николай Иванович              | действительный статский советник | 01.09.1828—29.01.1839     |
| Шереметев Василий Александрович     | камергер, статский советник, и. д. (утверждён в должности 05.12.1839 с произведением в действительные статские советники)                                                                        | 29.01.1839—06.01.1841     |
| Гессе Павел Иванович                | статский советник (генерал-майор) | 11.01.1841—11.03.1855     |
| Анненский Фёдор Николаевич          | действительный статский советник, и. д. | 19.03.1855—25.01.1857     |
| Шабельский Катон Павлович           | в звании камергера, действительный статский советник | 25.01.1857—17.02.1861     |
| Голицын Сергей Павлович             | князь, в звании камер-юнкера, статский советник, и. д. (утверждён с произведением в действительные статские советники 17.04.1863. Переименован в Свиты Его Величества генерал-майора 30.08.1868) | 17.02.1861—18.01.1870     |
| Панчулидзев Алексей Александрович   | действительный статский советник | 30.01.1870—19.12.1875     |
| Дараган Михаил Петрович             | действительный статский советник | 02.01.1876—30.07.1878     |
| Шостак Анатолий Львович             | камергер, статский советник, и. д. (утверждён с произведением в действительные статские советники 01.04.1879)                                                                                    | 31.08.1878—28.07.1881     |
| Шаховской Сергей Владимирович       | князь, статский советник, и. д. (утверждён 15.05.1883) | 16.08.1881—04.04.1885     |
| Анастасьев Александр Константинович | действительный статский советник (тайный советник) | 11.04.1885—22.06.1892     |
| Весёлкин Михаил Михайлович          | действительный статский советник | 30.06.1892—02.12.1893     |
| Андреевский Евгений Константинович  | действительный статский советник (тайный советник) | 04.12.1893—25.01.1903     |
| Хвостов Алексей Алексеевич          | статский советник | 25.01.1903—03.02.1906     |
| Родионов Николай Матвеевич          | действительный статский советник | 03.02.1906—07.06.1909     |
| Маклаков Николай Алексеевич         | статский советник | 07.06.1909—11.01.1913     |
| Стерлигов Илья Иванович             | коллежский советник | 11.01.1913—1915           |
| Лавриновский Николай Николаевич     | статский советник | 1915—1916                 |
| Гревениц Николай Александрович      | барон, действительный статский советник | 1916—1917                 |
| Дорошенко Дмитрий Иванович          | комиссар | 1917 — 1918               |

### Губернские предводители дворянства
| Ф. И. О.                           | Титул, чин, звание                                                               | Время замещения должности |
| ---------------------------------- | -------------------------------------------------------------------------------- | ------------------------- |
| Стороженко Николай Михайлович      | действительный статский советник                                                 | 1802—1815                 |
| Лизогуб Иван Яковлевич             | коллежский асессор                                                               | 1816—1818                 |
| Ширай Степан Михайлович            | генерал-майор                                                                    | 27.01.1818—01.07.1820     |
| Посудевский Иван Иванович          | полковник                                                                        | 19.10.1829—20.05.1831     |
| Лунин-Барковский Яков Иванович     | штабс-капитан                                                                    | 20.05.1831—24.10.1832     |
| Моркович Александр Михайлович      | коллежский асессор                                                               | 14.11.1832—20.09.1838     |
| Ладомирский Василий Николаевич     | полковник                                                                        | 22.11.1838—01.11.1847     |
| Бороздна Николай Петрович          | действительный статский советник                                                 | 11.07.1848—24.09.1862     |
| Дурново Иван Николаевич            | в звании камер-юнкера, статский советник (действительный статский советник)      | 24.09.1862—16.10.1870     |
| Неплюев Николай Иванович           | отставной гвардии штабс-капитан, и. д. (утверждён 12.06.1881), (тайный советник) | 16.07.1872—21.06.1890     |
| Милорадович Григорий Александрович | граф, генерал-лейтенант                                                          | 21.06.1890—02.10.1896     |
| Долгоруков Николай Дмитриевич      | князь, статский советник                                                         | 24.10.1896—08.05.1899     |
| Муханов Алексей Алексеевич         | в звании камер-юнкера, надворный советник                                        | 11.11.1899—1905           |
| Голицын Василий Дмитриевич         | подполковник                                                                     | 1905—1908                 |
| Комаровский Хрисанфий Николаевич   | действительный статский советник                                                 | 12.06.1908—1909           |
| Рачинский Александр Константинович | коллежский советник                                                              | 12.08.1909—1915           |
| Мусин-Пушкин Владимир Алексеевич   | граф, действительный статский советник                                           | 1915—1917                 |

### Вице-губернаторы
| Ф. И. О.                            | Титул, чин, звание                                                          | Время замещения должности |
| ----------------------------------- | --------------------------------------------------------------------------- | ------------------------- |
| Руновский Андрей Максимович         | статский советник                                                           | 1802                      |
| Сахновский Михаил Акимович          | статский советник                                                           | 1802— 18.12.1809          |
| Бутович Алексей Петрович            | коллежский советник                                                         | 18.12.1809—1813           |
| Умянцов Андрей Петрович             | барон, коллежский советник (статский советник)                              | 1813—1819                 |
| Политковский Николай Романович      | статский советник (действительный статский советник)                        | 05.1819—07.11.1830        |
| Волховский Степан Григорьевич       | статский советник (действительный статский советник)                        | 12.12.1830—03.07.1837     |
| Щастный Николай Лукьянович          | статский советник (действительный статский советник)                        | 27.03.1838—02.01.1841     |
| Пашковский Евгений Александрович    | коллежский советник                                                         | 02.01.1841—05.12.1849     |
| Скалон Николай Александрович        | коллежский советник                                                         | 05.12.1849—11.09.1854     |
| Компанейщиков Николай Васильевич    | статский советник                                                           | 11.09.1854—20.04.1856     |
| Жемчужников Фёдор Аполлонович       | статский советник (действительный статский советник)                        | 20.04.1856—27.02.1859     |
| Шатохин Платон Александрович        | коллежский советник (действительный статский советник)                      | 27.02.1859—01.01.1865     |
| Злотницкий Дмитрий Антонович        | коллежский советник                                                         | 26.02.1865—14.12.1865     |
| Бутков Константин Петрович          | действительный статский советник                                            | 17.12.1865—16.04.1867     |
| Грацинский Николай Иванович         | надворный советник                                                          | 12.05.1867—12.06.1867     |
| Ливен Андрей Александрович          | князь, в звании камер-юнкера, коллежский советник (статский советник)       | 12.06.1867—10.09.1869     |
| Судиенко Иосиф Михайлович           | в звании камер-юнкера, надворный советник (статский советник)               | 24.09.1869—02.01.1876     |
| Бачманов Валерий Павлович           | в звании камер-юнкера, надворный советник (коллежский советник)             | 23.01.1876—19.04.1882     |
| Василевский Алексей Петрович        | в звании камер-юнкера, статский советник (действительный статский советник) | 19.04.1882—19.12.1885     |
| Бекетов Пётр Дмитриевич             | в должности церемониймейстера, надворный советник                           | 19.12.1885—25.01.1890     |
| Левашов Владимир Александрович      | коллежский советник                                                         | 25.01.1890—30.01.1893     |
| Каррьер Сергей Аркадьевич           | коллежский советник                                                         | 30.01.1893—12.02.1894     |
| Долгово-Сабуров Александр Сергеевич | статский советник (действительный статский советник)                        | 17.02.1894—07.10.1902     |
| Медем Николай Николаевич            | барон, в звании камер-юнкера, надворный советник                            | 07.10.1902—25.01.1903     |
| Родионов Николай Матвеевич          | статский советник                                                           | 25.01.1903—05.01.1906     |
| Рафальский Трифилий Лукич           | статский советник                                                           | 19.05.1906—04.02.1913     |
| Матвеев Дмитрий Николаевич          | коллежский асессор (надворный советник)                                     | 04.02.1913—1917           |

## Символика
Герб губернии: в серебряном поле коронованный орел (чёрного цвета, поэтому герб является косвенно-гласным), держащий за собою, в когтях левой ноги, длинный золотой крест, наклоненный к правому углу щита; когти орла золотые, язык червленый. Щит увенчан императорской короной и окружён золотыми дубовыми листьями, соединенными андреевской лентой.

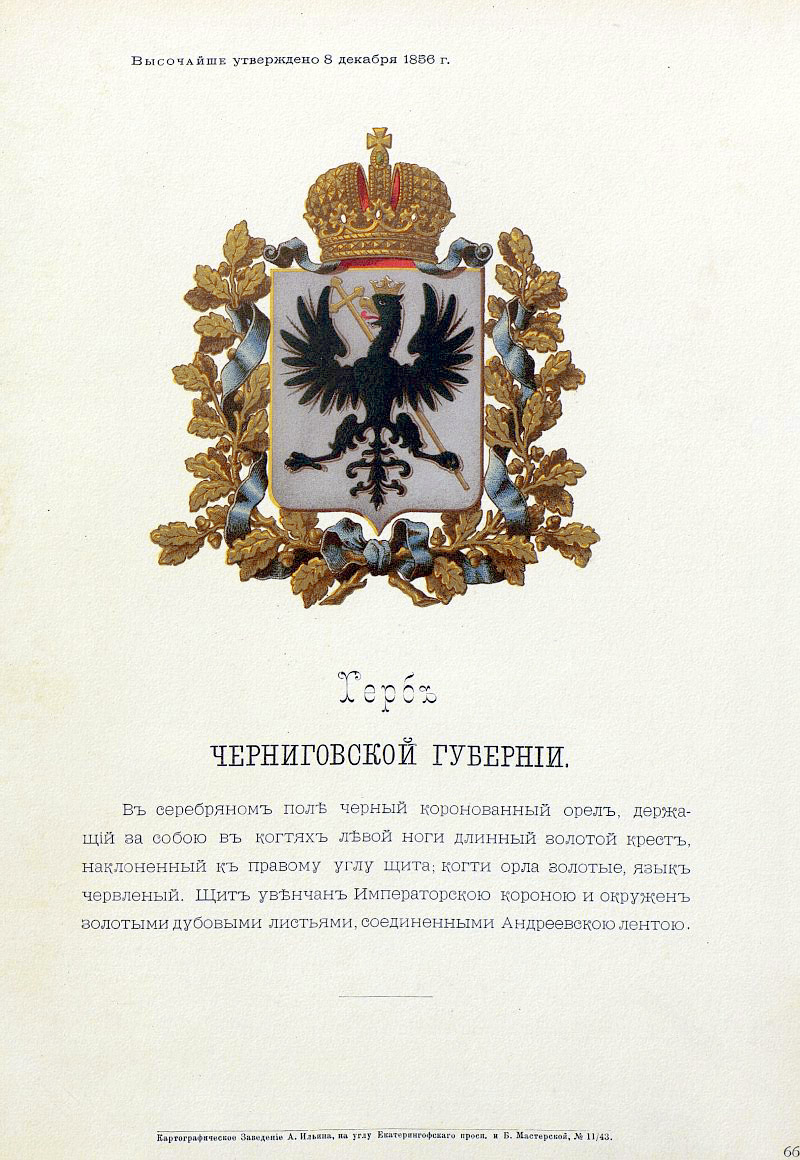
Полугласный герб губернии c оф.описанием, утверждённый Александром II (1856)
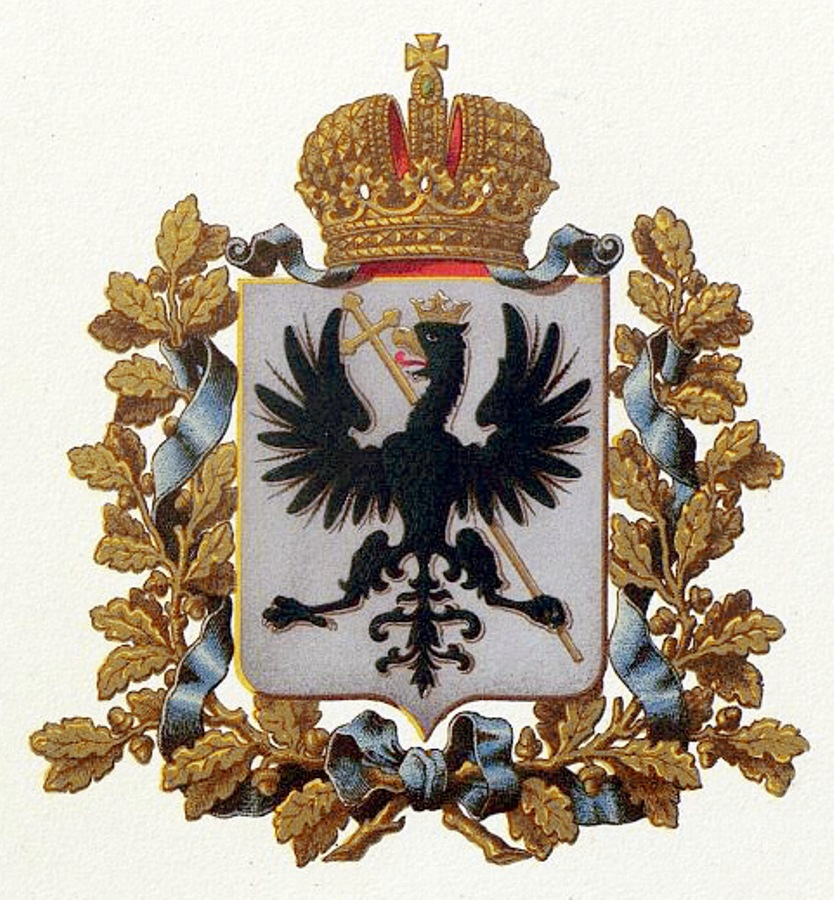
Официальный герб губернии (изд. МВД, 1880)
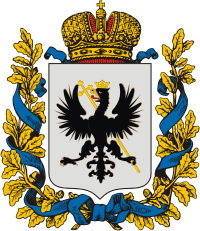
Современный рисунок герба губернии
Герб современной Черниговской области